# 580 (číslo)
Pět set osmdesát je přirozené číslo. Následuje po čísle pět set sedmdesát devět a předchází číslu pět set osmdesát jedna. Římskými číslicemi se zapisuje DLXXX a řeckými číslicemi φπ.

## Matematika
580 je:
- Abundantní číslo
- Složené číslo
- Nešťastné číslo

## Astronomie
- (580) Selene je planetka hlavního pásu, kterou objevil v roce 1905 Max Wolf

## Roky
- 580
- 580 př. n. l.